# 391 av. J.-C.
Cette page concerne l'année 391 av. J.-C. du calendrier julien proleptique.

## Événements
- 1er juillet du calendrier romain : entrée en charge à Rome de tribuns militaires à pouvoir consulaire : Lucius Furius Medullinus, Caius Aemilius Mamercinus, Lucius Lucretius, Servius Sulpicius Camerinus, Marcus Aemilius, Furius Agrippa. Campagne des Romains contre Volsinies, qui est contrainte d’acheter une trêve de 21 ans, et Saepinum[1].

- Exil volontaire de Camille, accusé d'avoir détourné le butin de la prise de Véies[2].